# Скандриля
Скандрѝля (на италиански: Scandriglia) е малко градче и община в Централна Италия, провинция Риети, регион Лацио. Разположено е на 535 m надморска височина. Населението на общината е 3140 души (към 2010 г.).